# Karl Lärka
Karl Lärka (Dalarna, 24 de julho de 1892—2 de junho de 1981) foi um fotógrafo sueco que produziu vários documentários no século XX. Ficou conhecido por relatar a silvicultura da Suécia e suas fotografias foram consideradas marcantes, segundo diversos fotógrafos e pintores.